# Alain-Michel Boyer
Alain-Michel Boyer est un anthropologue français et historien de l'art, spécialiste de l’Afrique, né le 9 mai 1949 à Vienne (Isère) et décédé le 27 mars 2025.

## Biographie
Diplômé de l’Institut d'études politiques en 1973, agrégé de lettres modernes en 1974, Alain-Michel Boyer a aussi suivi des cours d’anthropologie à Harvard, après l’obtention d’une Fulbright Scholarship. Il publie en 1974 l’un des premiers livres consacrés à Michel Leiris, dans lequel il étudie l’influence de la méthode ethnographique sur l’œuvre autobiographique de l’auteur de L'Âge d’homme. Michel Leiris ayant mis Michel Boyer en relation avec Denise Paulme, celle-ci l'incite à s’intéresser aux arts de l’Afrique de l'Ouest, notamment du centre de la Côte d'Ivoire, dans la vallée du Bandama, sur la zone de rencontre de deux grandes aires culturelles (celle des Mandé à l’ouest et celle des Akan à l’est). La création plastique des Baoulés, des Yaouré, des Wan, des Mona, n’était jusque-là pas étudiée.
Il effectue une première mission chez les Baoulé (ou Baule), en séjournant pendant deux ans, de 1974 à 1976, à Tounzuébo, village des Baoulé-Kodé, proche de Béoumi. Il vécut ensuite deux ans chez les Yohouré (ou Yaouré), de l’autre côté du fleuve Bandama, dans des villages proches de Bouaflé. Il publie les premiers résultats de ces travaux dans la revue Arts d’Afrique Noire, en 1982-1983, sous le titre « Miroirs de l’invisible ».
Après avoir été « lecturer » dans plusieurs universités américaines, notamment à Harvard et à Brandeis University près de Boston, il soutient son doctorat à la Sorbonne (Paris IV) et devient maître de conférences à l’université de Nantes, avant d'être nommé professeur.
En 2005, il publie, en collaboration avec Michel Butor, L’Homme et ses masques, qui réunit des poèmes et des images de sculptures provenant de toute la planète. En 2006, Les Arts d’Afrique prend en compte l’ensemble des créations du continent ; et en 2007, Le Corps africain, dans le sillage ouvert par Michel Leiris, étudie la manière dont les altérations dans l’apparence de la personne modifient son image originelle, pour la magnifier, la sublimer, et transfigurer l’épiderme au même titre que le bois ou l'or que métamorphosent les sculpteurs et les orfèvres.
Désormais professeur émérite d’art africain, il poursuit ses collaborations avec le musée du quai Branly-Jacques Chirac, la fondation Dapper et le musée Barbier-Mueller de Genève pour l’établissement de catalogues. Il travaille également comme consultant auprès de Christie’s et Sotheby’s.
Depuis 2010, Alain-Michel Boyer est membre du comité scientifique de la Fondation Culturelle Musée Barbier-Mueller, qui soutient, au niveau international, des missions d’observations anthropologiques, afin de collecter des informations sur la culture matérielle et les croyances de peuples méconnus, ou en péril. La publication de livres, photographies, vidéos, contribue à écarter la menace de l’oubli pesant sur des communautés sans tradition écrite.
Alain-Michel Boyer a effectué de nombreux séjours de recherches en Côte d’Ivoire, de l'ouest du pays, chez les Wè, à l'est chez les Koulango ; mais aussi au Liberia (chez les Grebo), au Mali (chez les Songhaï, les Dogon), au Ghana (chez les Ashantis), ainsi qu’en Tanzanie, au Malawi et dans la vallée de l’Omo, au sud de l’Éthiopie, où il se rend fréquemment. De 2001 à 2010, il a effectué plusieurs campagnes, pour photographier des peintures pariétales, au Zimbabwe (monts Matobo), en Namibie (vallée de Huab), au Lesotho (Ha Baroana), en Afrique du Sud (Drankensberg), en Algérie (Tassili des Ajjer) et au sud de la Libye (Messak Settafet et Tadrart Akakus).
Il a accompli des recherches décisives concernant les arts de plusieurs peuples de Côte d’Ivoire, notamment en montrant que les statuettes des Baoulé ne sont pas, comme on le croyait, des effigies d’ancêtres, mais des conjoints mystiques et des génies de la brousse ; et il a publié les premiers livres (et pour l’instant les seuls) consacrés aux Koulango et aux Yohouré (ou Yaure), en établissant que les masques de ces derniers ne sont pas des « portraits », mais des hommages rendus à des divinités.
Certains de ses livres ont été traduits en anglais, en portugais et en chinois (Taïwan).
Il est également auteur de volumes de poésie, pour lesquels il a obtenu le prix de l’Académie de Bretagne en 1989 et le Grand Prix de Poésie de la ville de La Baule en 1996. En 1976 et 1977, il a collaboré avec Le Monde des livres. 

## Décoration
Officier de l’Ordre National du Mérite de la République de Côte d’Ivoire 

## Ouvrages personnels
- Michel Leiris, Paris, Éditions Universitaires, coll. « Psychothèque », 1974.
- Hors du lieu, Livre, Éditions Chambelland, 1978.
- Pier-Paolo Pasolini, coll. « Qui êtes-vous? », Éditions la manufacture, 1987.
- Logoden et autres îles, Rezé, Éditions Séquences, 1995.
- La Paralittérature, coll. « Que sais-je? », n° 2673, P.U.F., 1992. Traduction en portugais (par Alves Calado), augmentée de plusieurs chapitres : A paraliteratura, Porto-Brasilia, RES-Editora, “Colecçao Cultura Geral”, 1996.
- Formes et genres, Paris, Hachette, 1996.
- Couleurs écrites (avec les peintures d’Albiolo), Aix-en-Provence, Éditions Edisud, 1996 (Traduction en chinois par Fang Sheng Shyong, Taïpeh, Taïwan, 1997).
- Gauguin, l’autre côté du paysage, Nantes, Éditions Joca Seria, 1998.
- Les Arts d’Afrique, Paris, Éditions Hazan, 2006. Rééd.,  2007 puis 2009.
- Le Corps africain, Paris, Éditions Hazan, 2007.
- Baule, L’Esthétique de l’harmonie dans la dissemblance, Milan, 5Continents, 2008. (Traduction américaine par Julian Comoy, Baule, The Aesthetics of Harmony in Dissemblance, même éditeur, même date).
- Le Sacré, le Secret: les Wan, les Mona et les Koyaga de Côte d’Ivoire, Paris, Éditions Hazan, 2011 (Traduction américaine de Jane Todd : The Sacred, the Secret : on the Wan, the Mona and the Koyaka of Côte d’Ivoire, Geneva-Cape Town, Cultural Foundation Barbier-Mueller, 2011).
- Littérature et ethnographie, Nantes, Éditions Cécile Defaut, 2011.
- Les Yohouré de Côte d’Ivoire. Faire danser les dieux, Lausanne, Ides et Calendes, 2016. Traduction américaine de Jane Todd, The Yaure of Côte d’Ivoire, Make the Gods Danse, Geneva-Cape Town, Cultural Foundation Musée Barbier-Mueller, 2016)[11]
- Arts de la Côte d’Ivoire. Autour des Yohouré, Genève, Musée Barbier-Mueller, 2016.
- Figurines kulango. Les esprits mystérieux de la brousse  / Kulango Figurines. Mysterious and Wild Spirits (édition bilingue), Milan, 5 Continents, 2017.
- Comment regarder les arts d'Afrique, Paris, Hazan, 2017.
- Classic Art of the Ivory Coast (catalogue d’exposition), London, Frieze Masters-Paris, Galerie Monbrison, 2017.
- Wè (Guéré, Wobé, Kran), un art d’Afrique entre assemblage et constructivisme, Milan, Editions 5Continents, 2019. Traduction américaine de Nora Scott : We (Guere, Wobe, Kran), An Art of Africa, between Assemblage and Constructivism, Milan, 5Continents, 2019.

## Ouvrages en collaboration
- Arts de la Côte d’Ivoire (Jean Paul Barbier-Mueller, éd.), 2 vol. sous coffret, Genève, Éditions Barbier-Mueller, 1992. (Edition américaine: Arts of Côte d’Ivoire, 2 vol., New York, O.A.N., 1992).
- Encyclopaedia Universalis, Grand Atlas de l’art, 1993 (chapitre sur les arts africains).
- Arts premiers de Côte d’Ivoire (en collaboration avec Patrick Girard et Marceau Rivière), Paris, Edition Sépia, 1997 .
- Boucliers d’Afrique, d’Asie du Sud-Est et d’Océanie (en collaboration avec Purissima Benitez), Paris, Éditions Adam Biro, 1998, 256 p. (Traduction anglaise de David Radzinowiz Howell : Shields, Africa, Southeast Asia and Oceania, Munich-New York, Prestel Verlag, 2000).
- 5000 ans de figures humaines (Jean Paul Barbier-Mueller, dir.), Paris, Hazan, 2000.
- Sièges d’Afrique noire (en collaboration), Milan, 5 Continents, 2003.
- L’Homme et ses masques (en collaboration avec Michel Butor), Paris, Éditions Hazan, 2005[12].
- Arts d’Afrique et d’Océanie, Fleurons du musée Barbier-Mueller (Jean Paul Barbier-Mueller, dir.), Paris, Hazan, 2007 (Traduction américaine : Arts from Africa and Oceania, Highlights from the Musée Barbier-Mueller, Hazan, 2007).
- Terres cuites africaines. Un héritage millénaire (en collaboration avec Floriane Morin et Boris Watiau), Paris, Somogy-Éditions d’art, 2008 (Traduction américaine : African Terracotas. A Millenary Heritage, Paris, Somogy-Éditions d’art, 2008).
- 100 000 ans de beauté (Dir. Georges Vigarello), Paris, Gallimard, 2009.
- A Legacy of Collecting : African and Oceanic Art from the Barbier-Mueller Museum at the Metropolitan Museum of Art, New York-Geneva, MET and Musée Barbier-Mueller Publications, 2009.
- L’Afrique en noir et blanc, du fleuve Niger au Golfe de Guinée (1887-1892), Louis-Gustave Binger explorateur (en collaboration avec Frédéric Chappey), Paris, Somogy-Éditions d’art, 2009.
- Masques à démasquer (en collaboration), Genève, Éditions du Musée Barbier-Mueller, 2012.
- L’Art de manger, rites et traditions (Christiane Falgayrettes-Leveau, dir.), Paris, Fondation Dapper, 2014.
- Chefs-d’œuvre d’Afrique dans les collections du musée Dapper (Christiane Falgayrettes-Leveau, dir.),  Paris, Fondation Dapper, 2015.
- Arts de guérir en Afrique traditionnelle (Pratique, divination, thérapie), (en collaboration avec Jacques Barrier), catalogue d’exposition, Nantes, Éditions du MUVACAN (Musée Virtuel des Arts et des Civilisations Africaines de Nantes), 2015.
- Arts d’Afrique : portrait d’une collection (en collaboration avec Patrick Caput), Milan, 5Continents, 2016.
- Chapitre sur : « La Bible dans la littérature et les arts africains », dans : La Bible dans les littératures du monde (Sylvie Parizet, dir.), Paris, Éditions du Cerf, 2016.
- Eclectique : une collection au XXIe siècle (Hélène Joubert, dir.), Paris, Flammarion-Musée du quai Branly, 2016.
- 6000 ans de réceptacles. La vaisselle des siècles (Michel Butor, éd.), Lausanne, édition Ides et Calendes, 2017.
- Afriques. Artistes d’hier et d’aujourd’hui (Christiane Falgayrettes-Leveau, éd.), préface de Patrick Chamoiseau, Paris, Editions Hervé Chopin/Martinique, Fondation Clément, 2018.
- Arts lointains si proches (Silvia Bächli, éd.), catalogue d’exposition, Genève, Musée Barbier-Mueller, 2018.
- MUVACAN (Musée Vivant des arts et civilisations d’Afrique à Nantes), Les Arts de guérir en Afrique, Editions de l’Harmattan, Paris, 2019.